# 자니 윤 쇼
《자니 윤 쇼》는 대한민국의 KBS 2TV에서 방송됐던 토크 쇼 프로그램이다. 주 진행자는 자니 윤(본명: 윤종승)이며 보조 진행자로 조영남이 편성되었다.
첫 방송은 1989년 3월 11일에 방영되었으며, 당시 방송에서는 자니 윤이 한국 연예계 진출을 축하받는 장면과 함께 다양한 음악 공연이 포함되었다. 그러나 방송 중 외설적인 내용과 비속어 사용으로 논란이 발생하였고, 결국 1990년 3월 계약 만료와 함께 1990년 4월 5일 종영하였다.
이후에는 1991년 12월 SBS가 개국한 후 《자니 윤 이야기 쇼》로 이어졌다.

## 기획 의도
미국식 토크쇼 형식을 도입하여 다양한 게스트와 함께 유머와 대화를 나누는 방식으로 진행된다.

## 에피소드 목록

### 1989년
- 3월 8일 첫 방송 조영남
- 3월 9일 이미숙, 요기 다니엘, 김채엽, 김경순, 패티김
- 3월 15일 (불명)
- 3월 16일 (불명)
- 3월 22일 이혜영, 김봉연, 김성한, 주현미
- 3월 23일 김미숙, 신영균
- 3월 29일 황신혜, 서혜경, 신영희
- 3월 30일 (불명)
- 4월 5일 박영규, 하춘화, 이희재, 故 앙드레 김
- 4월 6일 (불명)
- 4월 12일 김수미, 이지나
- 4월 13일 (불명)
- 4월 19일 이상은, 코리아나, 최주봉
- 4월 20일 이선희, 장국영 외
- 4월 26일 (불명)
- 4월 27일 (불명)
- 5월 4일 (불명)
- 5월 10일 (불명)
- 5월 11일 (불명)
- 5월 17일 (불명)
- 5월 18일 (불명)
- 5월 24일 안성기, 서상록
- 5월 25일 김홍신, 진유영, 강미자
- 5월 31일 이강호, 박영선, 이현세, 한동일
- 6월 1일 최윤희, 안재욱, 김완선
- 6월 7일 이혜숙, 백인환, 남궁원
- 6월 8일 박순애, 최봉, 박태규, 양현자
- 6월 14일 지경원, 정형기, 김광일, 최희준
- 6월 15일 정강자, 유혜영
- 6월 21일 고두심, 방열, 장미화
- 6월 22일 이지연, 유현상, 왕호, 이생강
- 6월 28일 송승환, 하희라, 방초선, 장동휘
- 6월 29일 민해경, 장동기, 양훈, 양석천
- 7월 5일
- 7월 6일 박남정, 최순호, 장윤정
- 7월 12일 김진아, 하선정, 송해
- 7월 13일 이미연, 강우석, 김세레나, 임덕성
- 7월 19일 이경진, 신상옥, 최은희, 남진
- 7월 20일 (불명)
- 7월 26일 ~ 7월 27일 여름 밤의 초대 - 자니 윤 팬과 함께
- 8월 2일 (불명)
- 8월 3일 (불명)
- 8월 9일 옥소리, 박세환, 서수남, 하청일
- 8월 10일 김용림, 김현욱, 박인수
- 8월 16일 이장희, 박영철, 고은정
- 8월 17일 (불명)
- 8월 23일 임선민, 신출, 혜은이
- 8월 24일 (불명)
- 8월 30일 유인촌, 천삼랑, 김보연
- 8월 31일 소피 마르소, 故조경환, 소방차
- 9월 6일 (불명)
- 9월 7일 (불명)
- 9월 20일 유승안, 이금복, 엄용수, 백경미, 김태화
- 9월 21일 (불명)
- 9월 27일 (불명)
- 9월 28일 (불명)
- 10월 4일 김태영, 송만수, 연규진
- 10월 5일 미스월드 린다, 최연희, 이종환
- 10월 11일 김흥국, 조훈현, 임하룡
- 10월 12일 이미자, 김성찬, 이남이
- 10월 18일 박정자, 김창숙, 한진희
- 10월 19일 오뚝이무술단, 차일호, 사미자
- 10월 25일 김정훈, 김형규, 구창모
- 10월 26일 박노식, 이혜봉
- 11월 1일 이휘향, 김승진, 김홍수, 곽규석
- 11월 2일 정명화, 구삼열, 한상웅, 박상원
- 11월 8일 신혜수, 이상해, 김영임, 김을동
- 11월 9일 선우용녀, 잠수협회 잠수묘기 김주성
- 11월 15일 정애리, 황문평, 안재형, 자오즈민
- 11월 16일 김청, 선동열, 현미
- 11월 22일 정수라, 임종수, 김한국
- 11월 23일 길용우, 박상규, 지영모, 김양기
- 11월 29일 최무룡, 신영균, 최은희, 나미, 남희석
- 11월 30일 나연숙, 정연희, 나스타샤 킨스키
- 12월 6일 김광수, 이성미, 고은아
- 12월 7일 양수경, 윤석화, 최불암
- 12월 13일 하춘화, 차범근 & 오은미, 송옥숙
- 12월 14일 태현실, 백인철, 윤형주
- 12월 20일 브렌다 리, 강문영, 故 하용수, 나춘아
- 12월 21일 태진아, 故 배삼룡
- 12월 27일 윤복희, 윤봉일, 허영호
- 12월 28일 초대손님 없이 자니 윤, 조영남, 배철수 쇼 특집 방송

### 1990년
- 1월 3일 박동진, 김정만, 이상은, 이정현
- 1월 4일 전인화, 유동근 부부, 서덕희, 조영수
- 1월 10일 현철, 현정화, 오재미
- 1월 11일 조민수, 송여진, 김영하
- 1월 17일 김지애, 독고성, 장혁, 김창완
- 1월 18일 손창호, 김영옥, 양현자, 박채규 부부
- 1월 24일 최양락, 임미숙, 김영철, 최명길
- 1월 25일 정승호, 심혜진, 이은란
- 1월 31일 故 신성일, 엄앵란, 문상민, 이은하
- 2월 1일 이효춘, 신달자, 김학래
- 2월 7일 윤송일, 김백봉, 故 박주아
- 2월 8일 박중훈, 故 신기철, 신기남, 배연정
- 2월 14일 故 김주승, 성방현, 트위스트 김, 김영심
- 2월 15일 배일집, 선동열, 김현미, 이순재
- 2월 21일 송대관, 이미자, 신영희, 이생강, 이만기, 故 하일성, 심형래, 김미화
- 2월 22일 김상국, 윤복희, 윤석화, 장윤정, 노주현, 고두심, 故 신성일, 윤일봉
- 2월 28일 최성수, 황신혜, 서세원, 서정희
- 3월 1일 전인권, 오세응, 남철, 남성남
- 3월 7일 최성수, 오세응, 배창호, 황신혜
- 3월 8일 전인관, 남철, 남성남
- 3월 14일 김윤정, 김효순, 조영숙, 옥희
- 3월 15일 김수희, 전운, 백형두
- 3월 21일 김청, 김혜수, 정경련, 강호동[1]
- 3월 22일 故 고춘자, 故 장소팔, 주현미, 오미희
- 3월 28일 윤정희, 전유성, 송영길, 김준
- 3월 29일 임희숙, 이경래, 이경애, 故 윤소정
- 4월 4일 (출연자 미상)
- 4월 5일 마지막 방송 / 다시 만날 때까지 (조영남, 배철수)[2]

## 명대사
| “ | 이젠 잠자리에 들 시간입니다. | ” |
|   | — 자니윤 쇼 클로징 멘트      |   |

## 같이 보기
- 11시에 만납시다 (1982년 ~ 1992년)
- 자니 윤 이야기쇼 (SBS, 1991~1992년)
- 자니 윤